# Àngel Colomer i del Romero
Àngel Colomer i del Romero (Barcelona, 1915 - 6 d'agost de 2001) fou un pedagog, musicòleg i compositor català. Fundador de l'Orfeó Laudate (1942), l'Orquestra Joventut Percussionista de Catalunya (1965) i del Festival Internacional de Música Coral de Cantonigròs (1983). Per la seva trajectòria musical fou guardonat amb la Creu de Sant Jordi (1985) i amb un premi honorífic del Premi Nacional de Música (1992).
Fou el primer president de la Federació de Joves Orquestres de Catalunya, creadora de la Jove Orquestra Nacional de Catalunya. Jonc.

## Biografia
Net de Pau Colomer Oliver, fundador de l'Orfeó de Sabadell. El 1950 contrau matrimoni amb Montserrat Soler i Algué, pianista i organista, amb qui va compartir les inquietuds musicals que va desenvolupar durant tota la seva vida. D'aquest matrimoni cal mencionar els tres fills, Edmon, Jordi i Enric, tots ells destacades figures del món musical.
De jove va estudiar violoncel, instrument del qual fou un excel·lent intèrpret, i es va iniciar en el món coral cantant a la corda de veus blanques de l'Orfeó Català. Va compaginar els seus estudis musicals amb el treball de joier fins que va poder dedicar-se plenament a la música fent de professor en diverses escoles de Barcelona i pobles de la rodalia.
Abans de la Guerra Civil Espanyola, organitza els cants religiosos de la Parròquia de Nostra Senyora del Pilar on, després de crear el seu primer orfeó a la Corunya, mentre feia el servei militar, el 1942 funda l'Orfeó Laudate que va dirigir fins poc abans de la seva mort. També va fundar altres orfeons com el de Sant Esteve Sesrovires i el de Parets del Vallès, i va dirigir molts altres cors i orfeons per tot el país.
L'any 1956, el mestre Àngel Colomer va decidir portar l'Orfeó Laudate al Festival Internacional de Música de Llangollen al País de Gal·les, on se celebrava, des de feia pocs anys, un festival de grans dimensions en què participaven agrupacions corals i de danses de tot el món. Amb aquesta idea el 1983 participa en la fundació del Festival Internacional de Música de Cantonigròs i en fou el director artístic.
Viatjà als països de l'est d'Europa, on va estudiar els mètodes que grans pedagogs com Carl Orff i Zoltán Kodály empraven per acostar la joventut a la música. Fou així com va iniciar unes aules de cultura musical per al lleure dels infants, on, per mitjà d'instruments de percussió, tenien l'oportunitat de conèixer i fer música activament. Aquesta experiència culmina en la creació el 1965 de l'Orquestra Joventut Percussionista de Catalunya, la qual ha donat infinitat de concerts per tot Catalunya i a la majoria de països europeus, i que ha estat admirada com a formació altament original, creativa i de gran musicalitat.
Donà a conèixer oratoris importants, com la Missa de la Coronació de Wolfgang Amadeus Mozart (1944), Jephte de Giacomo Carissimi (el 1945), Judes Macabeu de Georg Friedrich Händel (1948), un Rèquiem alemany de Johannes Brahms (1954), Stabat Mater d'Antonín Dvořák (1963), Héliogabale de Déodat de Séverac (1972), i Sadok de Georg Friedrich Händel (1984).
En la dècada dels cinquanta dirigí, per primer cop durant el franquisme, L'Emigrant al Palau de la Música Catalana i va estrenar l'òpera Canigó del pare Antoni Massana, al Gran Teatre del Liceu de Barcelona.
És destacable el treball del mestre Àngel Colomer transcrivint per a instruments de percussió un bon nombre de peces del repertori orquestral que van des del barroc a la música contemporània. No menys nombroses són les adaptacions de música popular de diferents països i les obres originals escrites per a l'orquestra. Així mateix, realitza nombroses harmonitzacions per a cor representades per la Federació de Cors de Clavé.
Va formar part del jurat en nombrosos concursos d'àmbit nacional i internacional.

## Premis
- (1968) Premio de Composición Polifónica a Torrevella (Baix Segura)
- (1973) Premi Pau Casals als Jocs Florals a la Diàspora (Lausana)
- (1974) Premi Pau Casals als Jocs Florals a la Diàspora (Amsterdam)
- (1977) Premi Pau Casals als Jocs Florals a la Diàspora (Múnic)
- (1985) Creu de Sant Jordi de la Generalitat de Catalunya